# اسکار سانچس (بازیکن فوتبال، زاده ۱۹۷۱)
اسکار سانچس (اسپانیایی: Óscar Sánchez‎; ۱۶ ژوئیهٔ ۱۹۷۱ – ۲۳ نوامبر ۲۰۰۷) بازیکن فوتبال اهل بولیوی بود.
از باشگاه‌هایی که در آن بازی کرده‌است می‌توان به باشگاه فوتبال ایندپندینته، باشگاه فوتبال استرونگست، و باشگاه فوتبال بولیوار اشاره کرد.
وی همچنین در تیم ملی فوتبال بولیوی بازی کرده‌است.